# Johannes Wilhelm Goldschmidt
Johannes Wilhelm Goldschmidt, conocido como Hans Goldschmidt, (18 de enero de 1861, Berlín, Prusia - 21 de mayo de 1923, Baden Baden, Alemania) fue un químico alemán conocido por haber descubierto la reacción termita.

## Biografía
Goldschmidt fue alumno de Robert Bunsen. Su padre, Theodor Goldschmidt, fue el fundador de la empresa química Chemische Fabrik Th. Goldschmidt, que finalmente pasó a formar parte de la empresa actual Degussa; Hans y su hermano Karl trabajaron en la empresa familiar durante muchos de años.

## Obra

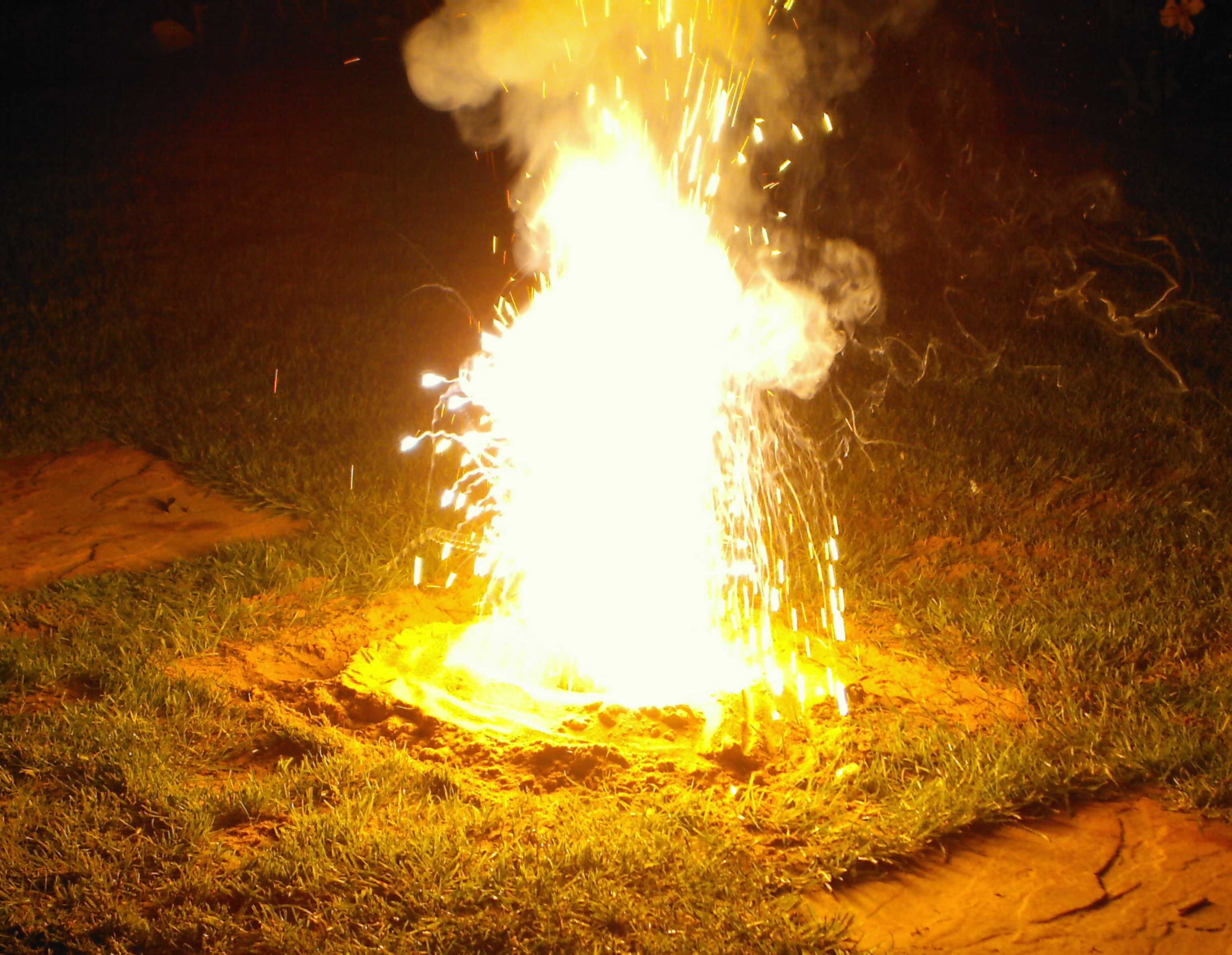
Reacción termita con Fe2O3

Goldschmidt es reconocido como el inventor de la termita y co-inventor de la amalgama de sodio. La termita es una mezcla que produce una reacción extremadamente exotérmica, se oxida aluminio y se reduce óxido de hierro (III) o bien óxidos otros metales. Se emplea en soldadura térmica. Este proceso lo inventó el 1893, lo patentó el 1895, y  publicó un extenso documento el 1898. La amalgama de sodio es una aleación de sodio y mercurio empleada en síntesis orgánica.